# Tigermilk
Tigermilk är Belle and Sebastians debutalbum. Albumet gavs från början ut i 1 000 exemplar av Electric Honey, men återsläpptes år 1999 av Jeepster Records. Originalvinylerna är eftertraktade bland säljare eftersom de finns i så få exemplar.
Alla låtar på albumet är skrivna av Stuart Murdoch mellan 1993 och 1996.

## Låtlista
1. "The State I Am In" – 4:57
2. "Expectations" – 3:34
3. "She's Losing It" – 2:22
4. "You're Just a Baby" – 3:41
5. "Electronic Renaissance" – 4:50
6. "I Could Be Dreaming" – 5:56
7. "We Rule the School" – 3:27
8. "My Wandering Days Are Over" – 5:25
9. "I Don't Love Anyone" – 3:56
10. "Mary Jo" – 3:29

## Personer
- Stuart Murdoch, sång och gitarr
- Stuart David, bas
- Isobel Campbell, cello,sång
- Chris Geddes, keyboard och piano
- Richard Colburn, trummor
- Stevie Jackson, gitarr,sång
- Mick Cooke, trumpet